# Diego Ohlsson
Diego Nils Ohlsson López (* 12. März 1999 in Santiago de Chile) ist ein ehemaliger chilenischer Fußballspieler. Der Abwehrspieler wurde 2017 chilenischer Meister.

## Karriere
Diego Ohlsson begann seine Karriere 2016, als er aus der Jugend in die Profimannschaft vom CSD Colo-Colo aufrückte. Mit den Albos gewann er die Meisterschaft der Transición 2017 und die Copa Chile 2016/17. Der Verteidiger konnte sich aber beim Rekordmeister nicht durchsetzen und absolvierte nur zwei Ligaspiele. 2019 wurde Ohlsson in die Primera B nach Deportes La Serena verliehen. Nach der Leihe entschied er sich, seine Fußballprofikarriere zu beenden und sich auf das Studium zu konzentrieren.

## Erfolge
Colo-Colo
- Primera División: 2017-T
- Copa Chile: 2016/17
- Supercopa de Chile: 2017